# Teysachaux
Teysachaux är en bergstopp i Schweiz.   Den ligger i distriktet Veveyse och kantonen Fribourg, i den sydvästra delen av landet, 60 km sydväst om huvudstaden Bern. Toppen på Teysachaux är 1 909 meter över havet, eller 151 meter över den omgivande terrängen. Bredden vid basen är 0,47 km.
Terrängen runt Teysachaux är kuperad västerut, men österut är den bergig. Runt Teysachaux är det ganska glesbefolkat, med 21 invånare per kvadratkilometer..  
I omgivningarna runt Teysachaux växer i huvudsak blandskog.